# رودباردشت (بالا خيابان ليتكوة)
رودباردشت (بالفارسية: رودباردشت) هي قرية تقع في إيران في قسم بالا خیابان لیتکوة الريفي. يقدر عدد سكانها بـ 586 نسمة بحسب إحصاء 2016.